# Implikatur
Implikatur ist ein Begriff aus der Sprachphilosophie und der Pragmatik, einer Teildisziplin der Linguistik. Er bezeichnet Bedeutungskomponenten einer Aussage, die nicht im wörtlichen Gehalt anwesend sind, sondern die vom Hörer nach bestimmten Grundsätzen erschlossen werden sollen (also implizit anwesend sind). Als die Grundsätze, die solche Schlussfolgerungen erzwingen, sind vor allem ein Kooperationsprinzip genannt worden, sowie der Grundsatz, dass das vom Sprecher wörtlich Ausgesagte in irgendeiner Weise relevant sein muss.

## Begriff
Bei einer Implikatur einer sprachlichen Äußerung handelt es sich um einen Bedeutungsaspekt, der durch die Äußerung zwar kommuniziert, aber vom Sprecher nur angedeutet (anstatt tatsächlich „gesagt“) wird. Anders formuliert: die Implikatur macht es einem Sprecher möglich, mehr zu kommunizieren, als die wörtliche Bedeutung der verwendeten Ausdrücke eigentlich besagt. Die strikte Trennung zwischen dem wörtlich Gesagten und dem, was als Implikatur entsteht, geht zurück auf den Sprachphilosophen Paul Grice, der in dem Aufsatz Logic and Conversation 1975 auch den Begriff der Implikatur prägte. Für das Auslösen einer Implikatur ist auch das Kunstwort „implikatieren“ geprägt worden (ein Sprecher / eine Äußerung „implikatiert“ etwas).
Demnach ist der Bereich des Gesagten eingeschränkt durch die (semantische) Satzbedeutung (das heißt die Bedeutung einzelner Satzelemente, beispielsweise Wörter, sowie deren Reihenfolge und syntaktischen Charakter), er wird aber kontextuell angereichert (Referenzbestimmung, Disambiguierung), bis er propositional ist, das heißt, bis er auf eine Wahrheit hin überprüft werden kann. So kann ein Satz wie „Er ist in das Haus gegangen“ erst auf seine Wahrheit hin überprüft werden, wenn man aufgrund von Äußerungssituation, Referenzzeitpunkt etc. weiß, wer in dem Satz mit „er“ bezeichnet wird und auf welches Haus Bezug genommen wird etc. Diese Bestimmung des Gesagten ist umstritten, da hier durch die kontextuellen Anreicherungen bereits pragmatische Prozesse einfließen. Das Verhältnis von Gesagtem und Semantik-Pragmatik-Unterscheidungen ist Gegenstand umfassender sprachphilosophischer Debatten. Wichtig aber ist bei Grice: Lediglich gesagte Bedeutung ist wahrheitskonditional, das heißt, nur sie spielt eine Rolle für den Wahrheitswert eines Satzes.
Das Implikatierte hingegen ist nie wahrheitskonditional, da es nicht Teil dessen ist, was ein Sprecher mit seiner Äußerung sagt. Grice unterscheidet
- konversationelle Implikaturen,
- konventionelle Implikaturen.

### Konversationelle Implikaturen
Konversationelle Implikaturen basieren auf dem von Grice formulierten Kooperationsprinzip. Es besagt, dass in der Kommunikation rationale Regeln unterstellt werden: Jeder Sprecher sollte seinen Beitrag so leisten, wie es der gegenwärtige Zeitpunkt der Äußerung erfordert. Spezifische Unterbedingungen nennt Grice in den vier Konversationsmaximen. Eine konversationelle Implikatur kann nun beispielsweise dadurch entstehen, dass das Gesagte nur dann einen Sinn ergibt, wenn wir eine Implikatur hinzufügen.
Ein Beispiel: Ich sage als Autofahrer zu einem Fußgänger, mein Benzin sei alle. Dieser antwortet mir: „Um die Ecke ist eine Tankstelle.“ Nun werde ich annehmen, dass er mit seiner Äußerung zu verstehen gibt, dass ich an dieser Tankstelle Benzin bekomme:
A: „Mein Benzin ist alle.“
B: „Um die Ecke ist eine Tankstelle.“
+> (B implikatiert) An der Tankstelle gibt es Benzin.
Wenn sich nun herausstellt, dass die Tankstelle seit zehn Jahren geschlossen ist, werde ich B keinen Vorwurf machen können. Mit seinen Worten hat er lediglich gesagt, dass um die Ecke eine Tankstelle ist – dass es dort Benzin gibt, hat er nur implikatiert.
Grice unterscheidet (in Anlehnung an die Kantische Kategorientafel) vier Kategorien von Konversationsmaximen:
- Maximen der Quantität: Mache deine Aussage genau so informativ wie nötig!
- Maximen der Qualität: Sage nichts, was du für falsch hältst oder wofür du keine hinreichende Rechtfertigung hast!
- Maxime der Relation: Sei relevant!
- Maxime der Art und Weise: Drücke dich klar, eindeutig, kurz und ordentlich aus!

Die Implikatur im oben angeführten Beispiel ginge auf die Maxime der Relation zurück („sei relevant“). In diesem Fall gehe ich (bzw. der Autofahrer A) aufgrund des Kooperationsprinzips davon aus, dass der Sprecher B sich an das Kooperationsprinzip hält und die Konversationsmaximen befolgt. Genauso können Implikaturen aber Äußerungen mit „Sinn füllen“, die strenggenommen nicht wahr oder sogar unsinnig sind, beispielsweise Metaphern oder Tautologien. So kann z. B. die Metapher „Du bist die Sonne in meinen Augen“ oder die Tautologie „Eine Frau ist halt eine Frau“ einen Sinn ergeben, den sie rein semantisch nicht haben – ihr Sprecher wird mit ihnen mehr kommunizieren, als er sagt.
Grice unterscheidet zwischen generalisierten konversationellen Implikaturen und partikularisierten konversationellen Implikaturen. Erstere sind nicht von einem bestimmten Kontext der Äußerung abhängig, das heißt, sie würden in jeder denkbaren Situation durch eine Äußerung ausgelöst. So implikatiert ein Satz wie „Ich habe drei Kinder.“ immer, dass der Sprecher nicht mehr als drei Kinder hat:
A: Ich habe drei Kinder.
+> Ich habe nicht mehr als drei Kinder.
Wohlgemerkt: der Sprecher sagt dies nicht, denn wenn er fünf Kinder hätte, stimmte es ja auch, dass es (nämlich unter diesen fünf) drei Kinder gibt, auf die dasselbe zutrifft. Es wird jedoch als irreführend empfunden, dann nur die Existenz von drei Kindern zu erwähnen; und genau diese Intuition wird dadurch erklärt, dass die Implikatur gezogen wurde, wonach der Sprecher die maximale Zahl genannt hat.
Ein weiteres Beispiel: Jemand, der sagt: „In Holland ist es warm“, implikatiert, dass es in Holland nicht heiß ist. Bei generalisierten (Quantitäts-)Implikaturen spielen also immer Skalen eine Rolle (sog. Horn-Skalen). Bei den partikularisierten konversationellen Implikaturen spielt hingegen immer der Kontext eine Rolle. Das Benzin-Beispiel ist ein Beispiel für eine solche Implikatur, denn der Satz „Um die Ecke ist eine Tankstelle“ implikatiert, für sich genommen, nicht immer und in jeder Situation, dass es an der bezeichneten Tankstelle Benzin gibt.
Für alle konversationellen Implikaturen gelten bestimmte Eigenschaften. Die wichtigsten:
- Sie sind annullierbar (engl.: cancelable), das heißt, sie können vom Sprecher zurückgenommen werden, ohne dass dies merkwürdig wirkt, beispielsweise: „Um die Ecke ist eine Tankstelle, aber die hat längst Pleite gemacht.“
- Sie sind nicht abtrennbar (engl.: nondetachable), das heißt, man kann einen anderen Ausdruck, der nahezu dasselbe sagt, verwenden, und die Implikatur entsteht trotzdem, da sie aus dem Gesagten hervorgeht. Zum Beispiel: „An der Ecke da rechts rein findet sich ’ne Tankstelle.“
- Die Implikaturen sind universell. Das bedeutet, dass sie auch in anderen Sprachen zustande kommen.
- Sie sind bekräftigbar, ohne dass dies redundant wirkt, weil ihr Inhalt nicht Teil des Gesagten ist. Beispielsweise: „Um die Ecke ist eine Tankstelle, da können Sie auftanken.“

### Konventionelle Implikaturen
Konventionelle Implikaturen kommen bei Grice wesentlich kürzer vor und sind umstrittener als die konversationellen. Diese Implikaturen basieren auf der konventionellen Bedeutung eines ganz bestimmten Begriffs. Dennoch sollen sie nicht Teil dessen sein, was „gesagt“ wurde, da sie nicht maßgeblich für die Wahrheit einer Äußerung sind.
Beispiel: Der Satz „Sie ist arm, aber hübsch“ sagt aus, dass die bezeichnete Person arm und hübsch ist, implikatiert darüber hinaus aber, dass die beiden Begriffe im Kontext in irgendeinem Gegensatz stehen. Es muss allerdings erschlossen werden, welches der gemeinte Gegensatz genau ist. In jedem Fall wäre der Satz nach Grice wahr, wenn die Bezeichnete arm und hübsch ist, da Implikaturen im Gegensatz zum Gesagten nicht wahrheitskonditional sind. 
Weitere Beispiele: „Sogar Gerhard Schröder bereut die Reformen.“ (Der Sprecher implikatiert, dass dies überraschend ist.) „Er ist Kaufmann, deshalb hat er Geschmack.“ (Logische Folgerung wird implikatiert.) 
Gottlob Frege diskutierte unter den Bezeichnungen „Wink“ und „Andeutung“ bereits mehrere Jahrzehnte vor Grice ein pragmatisches Phänomen, das Grice' konventioneller Implikatur stark ähnelt. Genau wie Grice vergleicht Frege in seiner Spätschrift Der Gedanke (1918) u. a. die Ausdrücke „A und B“ und „A aber B“ und kommt zu denselben Schlüssen wie Grice: Beide Ausdrücke erfüllen dieselbe wahrheitskonditionale Funktion (nämlich A und B in einer Konjunktion zu verbinden), haben also nach Frege denselben Sinn. Mit „aber“ gebe man jedoch zusätzlich den Wink, dass A und B zueinander in einem Gegensatz stehen. Ob ein Gegensatz besteht oder nicht, habe dabei auf den Wahrheitswert des gesamten Satzes keine Auswirkungen. Ähnliches gilt nach Frege für das Wort „noch“. Interessanterweise ist Freges Gebrauch des Wortes „sagen“ in seinen Erläuterungen zu „noch“ analog zu Grice' Gebrauch von „say“ („sagen“). So schreibt Frege, mit dem Satz „Alfred ist noch nicht gekommen“ „sagt man eigentlich“ „Alfred ist nicht gekommen“, deutet allerdings zusätzlich an, dass man Alfreds Kommen erwartet. Eine explizite Referenz auf Freges Untersuchungen hat Grice in seinen Werken indes nie vermerkt.
Neuere Ansätze der Pragmatik versuchen das Grice'sche Konzept der konventionellen Implikatur zu vermeiden und das Phänomen durch andere Mechanismen aufzufangen, zum Beispiel auch durch eine grundlegend andere Konzeption des Unterschiedes zwischen dem wörtlich Ausgesagten und dem Erschlossenen.

## Terminologie (Übersetzung)
Grice spricht im englischen Original von implicature und to implicate. Grice war es ein Anliegen, jegliche Verwechslung mit den semantischen Termini „Implikation“ und „implizieren“ (to imply) zu vermeiden, weshalb diese Begriffe im Allgemeinen mit „Implikatur“ und „implikatieren“ übertragen werden.
Andreas Kemmerling, der den Grice-Aufsatz Logic and Conversation übersetzt hat, hat nun zwar implicature mit „Implikatur“ übersetzt, aber to implicate mit „implizieren“, was der erwähnten Differenzierung nicht nachkommt. In seinem Handbuch-Beitrag „Implikatur“ verwendet Kemmerling für „to implicate“ aber „implikieren“. Der Duden sieht im Ausdruck Implikatur ein Synonym von Implikat, was ebenfalls die Differenzierung einebnet, da Implikat für das von einer Implikation und das von einer Implikatur Eingeschlossene steht.
Deshalb: Für „to implicate“ sind implikatieren und implikieren ohne Probleme zu verwenden; „implizieren“ sollte wohl eher vermieden werden oder wenigstens durch konversationell implizieren näher bezeichnet werden (um den Unterschied zu „logisch implizieren“, „konventionell implizieren“ usw. deutlich zu machen).
Die Kritik an der Grice’schen Konzeption hat zu weiteren Termini geführt. So führt Robin Carston noch die „Explikatur“ ein, was von Kent Bach kritisiert wird, der dafür „Implizitur“ vorschlägt. Damit soll die Anreicherung eines propositionalen Fragments in Fällen wie den folgenden geklärt werden:
- „Du wirst schon nicht sterben.“ (Explikatur/Implizitur: von dieser kleinen Wunde)
- „Ich habe noch nichts gegessen.“ (Explikatur/Implizitur: heute)

Mohamed Mohamed Yunis Ali hat versucht aufzuzeigen, dass Grices Konzept der Implikatur in etwa dem entspricht, was in der islamisch-juristischen Texthermeneutik als „Bedeutung des Verstandenen“ (dalālat al-mafhūm) bezeichnet und der „Bedeutung des Ausgesprochenen“ (dalālat al-mantūq) gegenübergestellt wird. Bei der „Bedeutung des Verstandenen“ wird in dieser hermeneutischen Theorie weiter zwischen dem „Verstandenen der Übereinstimmung“ (mafhūm al-muwāfaqa) und dem „Verstandenen des Gegensatzes“ (mafhūm al-muchālafa) unterschieden. Ali übersetzt diese Begriffe mit „kongruenter Implikatur“ (congruent implicature) und „Gegen-Implikatur“ (counter implicature). Zum Beispiel ist zu der Aussage „Auf frei grasende Schafe muss die Almosensteuer entrichtet werden“ die Gegen-Implikatur (mafhūm al-muchālafa), dass auf im Stall gehaltene Schafe keine Almosensteuer zu entrichten ist. Das Prinzip spielt eine wichtige Rolle bei der Erschließung von Rechtsnormen aus den religiösen Texten Koran und Hadith.